# Disphyma
Disphyma is een geslacht van succulente struiken uit de ijskruidfamilie (Aizoaceae). De soorten komen voor in de Kaapprovincie in Zuid-Afrika en in Australië en Nieuw-Zeeland.

## Soorten
- Disphyma australe (Sol. ex Aiton) J.M.Black
- Disphyma crassifolium (L.) L.Bolus
- Disphyma dunsdonii L.Bolus
- Disphyma papillatum Chinnock

... · 
Antimima · 
Argyroderma · 
Carpobrotus · 
Disphyma · 
Dorotheanthus · 
Gibbaeum · 
Lapidaria · 
Lithops · 
Mesembryanthemum · 
Sceletium · 
Tetragonia · 
...